# Cimpor

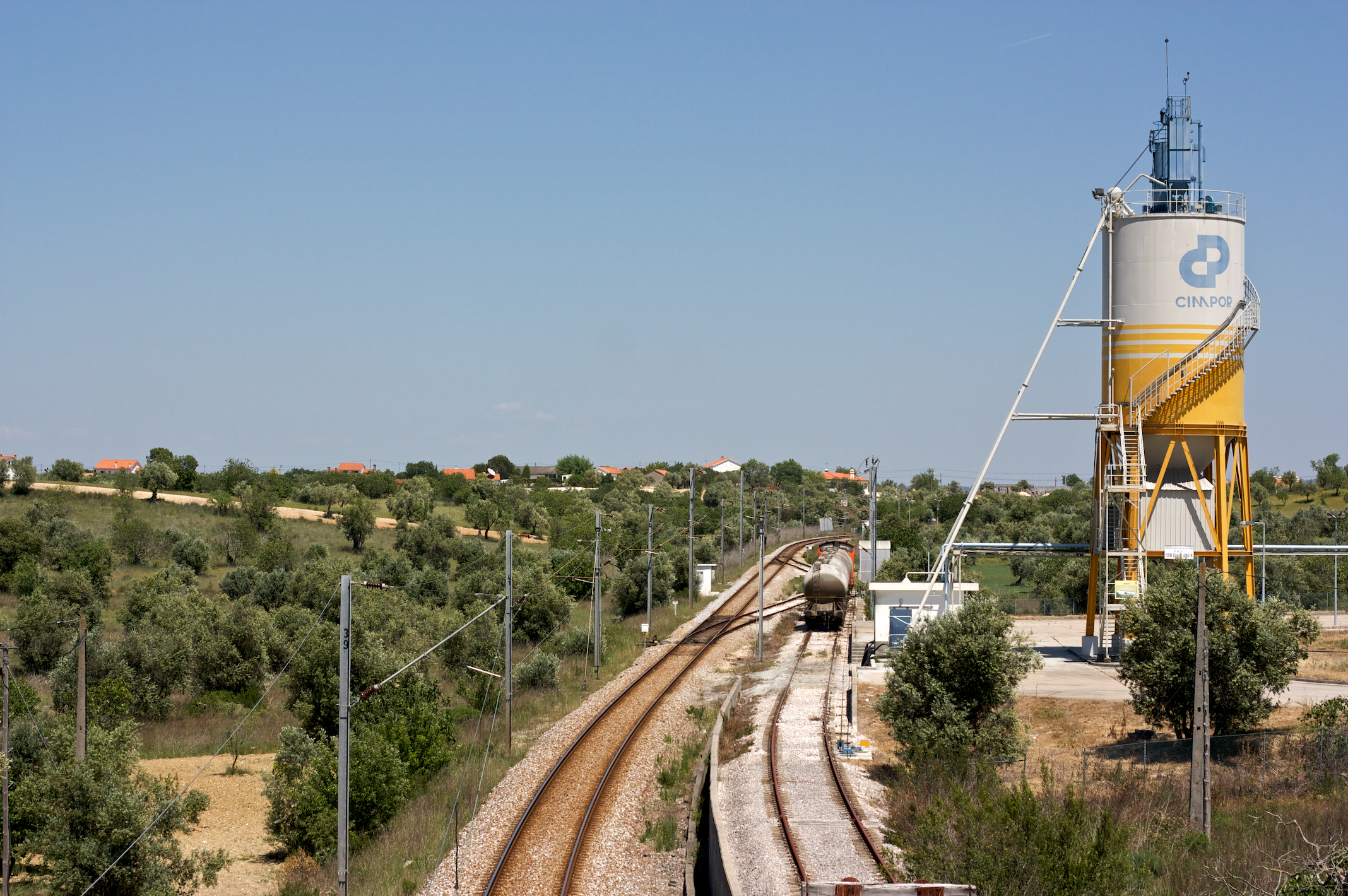
Unidade Cimpor Lamarosa, com ligação ao Ramal de Tomar.

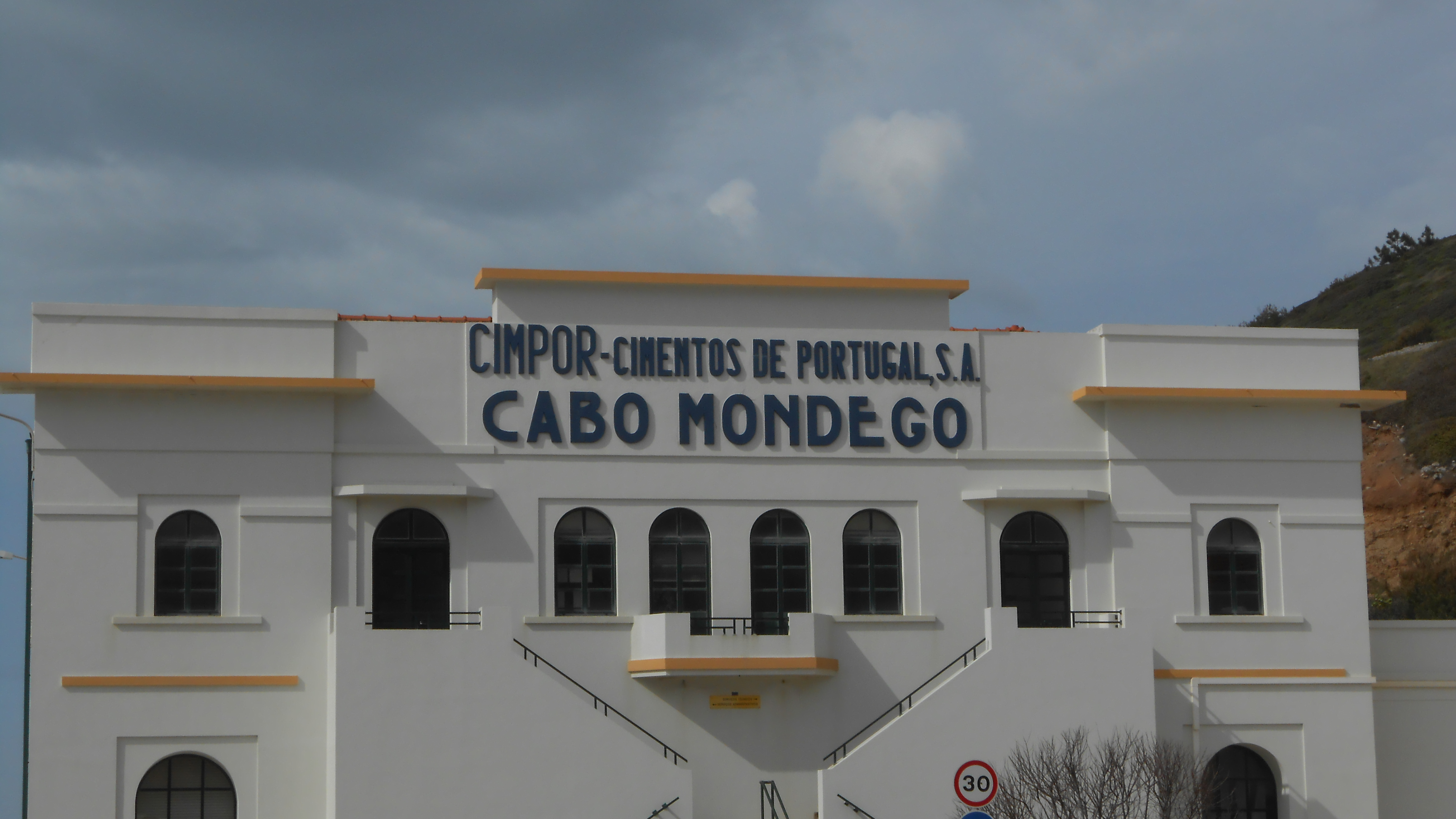
Unidade Cimpor no Cabo Mondego

A Cimpor - Cimentos de Portugal, SGPS, S.A., fundada em 1976 e com sede em Portugal, está entre os dez maiores grupos cimenteiros a operar no mercado mundial. 
Atualmente presente na Holanda, Portugal, Cabo Verde, Costa do Marfim e Camarões, tem como principal atividade a produção e comercialização de cimento. O grupo Cimpor produz ainda betão, agregados e argamassas, numa ótica de integração vertical dos negócios.
Em Portugal a Cimpor detém três fábricas de produção de cimento com clínquer próprio, em Alhandra, Souselas e Loulé.
A Cimpor acredita que a criação de valor económico é compatível com o aumento da qualidade de vida das pessoas e com a preservação do meio ambiente. Por isso, há muito que assumiu o compromisso de promover o desenvolvimento sustentável em todas as suas atividades e em todos os países, sendo essa a única forma de garantir o crescimento consistente da empresa e da sua capacidade de responder aos desafios futuros, assegurando o seu papel na sociedade.

## História
A 26 de março de 1976, com a nacionalização de sete cimenteiras portuguesas, é constituída formalmente a empresa pública CIMPOR-CIMENTOS DE PORTUGAL, E.P., contando desde o início com as três fábricas de cimento — Alhandra, Loulé e Souselas, bem como, a Fábrica de Cal Hidráulica do Cabo Mondego e as Unidades de Produção da Maceira-Liz e Pataias.
Nos vinte anos que se seguiram, a expansão geográfca da Cimpor foi notória, chegando a ter operações em treze países: Portugal, Espanha, Angola, Tunísia, Marrocos, Turquia, Egito, Cabo Verde, Moçambique, África do Sul, China, Índia e Perú.
Em 2005 a CIMPOR adquire 100% do capital social da empresa Nordicave Trading Industrial, Lda detentora à data, de uma participação de 86,65% na sociedade Cimentos de Cabo Verde, S.A.
Em 2012 a CIMPOR passou a propriedade do grupo brasileiro Camargo Corrêa. Contudo, em janeiro de 2019 o Grupo OYAK adquiriu todos os ativos das Unidades de Negócio da CIMPOR Portugal e Cabo Verde, tendo também como acionista a Taiwan Cement Corporation (TCC).
No início de 2024 a Taiwan Cement Corporation (TCC), passou a deter a totalidade dos ativos CIMPOR Portugal e Cabo Verde. Esta aquisição visa fomentar o crescimento dos negócios em geografias de importância estratégica. 
Com esta aquisição a TCC tornou-se o terceiro maior operador no mercado mundial do cimento, permitindo à CIMPOR continuar a reforçar a sua posição no mercado global e desenvolver uma visão renovada de sustentabilidade e inovação tecnológica.